# Eleições presidenciais na Mongólia em 2009
As eleições presidenciais mongóis de 2009 foram realizadas em 24 de maio.

## Resultados
O candidato do oposicionista Partido Democrático, Tsakhiagiin Elbegdorj, venceu o pleito, com 51% dos votos e acabou com a hegemonia comunista que durava 88 anos. Elbegdorj superou o então presidente, Nambariin Enkhbayar, do Partido Revolucionário Mongol, que conseguiu 47% do eleitorado.